# Болярски извор
 Тази статия е за селото в България.  За археологическия обект край Охрид вижте Бейбунар (Охрид).  
Болярски извор е село в Южна България. То се намира в община Харманли, област Хасково.

## История
В района на селото има множество тракийски могили. Селото носи името Бейбунар (в превод от турски Бейски кладенец) и първоначално е турско, но са се заселили българи и се е формирала Долната махала. По-късно селото става българско. Според местната легенда селото е кръстено на бей, направил много неща за селото.
При избухването на Балканската война един човек от Болярски извор е доброволец в Македоно-одринското опълчение.

## Редовни събития
В селото всяка година се празнува Трифон Зарезан. Празникът се провежда в Клуба, в близост до кметството. Прави се курбан и се канят всички хора от Болярски извор, срещу скромна сума. Почти винаги се кани жива музика. Играят се хора. Също така всяка година се празнува 8 март отново в Клуба. В навечерието на празника се провежда томбола с награди, почти всички хора получават награда.

## Личности
Родени в Болярски извор
- Ради Кузев, 30-годишен, македоно-одрински опълченец, от четата на Апостол Дограмаджиев[3]